# Segunda cuantización
La segunda cuantización es un formalismo matemático de cuantización empleado para estudiar tanto sistemas de muchas partículas idénticas con interacciones arbitrarias como la teoría cuántica de campos. El teorema espín-estadística dentro lleva a establecer relaciones de conmutación que clasifican a las partículas en bosones y fermiones. 

## Historia
El formalismo de segunda cuantización fue iniciado por Paul M. Dirac para los bosones, y fue extendido a los fermiones por Eugene Wigner y Pascual Jordan con la transformación que lleva su nombre. La importancia y utilidad de la segunda cuantificación estriba en que:
- Permite estudiar los campos físicos desde el punto de vista cuántico.
- Permite tomar en cuenta automáticamente en los cálculos los aspectos combinatorios que derivan de la estadística apropiada al tipo de partículas del sistema.
- Además, facilita extender la mecánica cuántica no relativista a sistemas en los cuales el número de partículas no es una constante del movimiento.

En el dominio relativista, donde las antipartículas emergen de un modo natural, y los procesos de creación de pares partícula-antipartícula están presentes se requiere una teoría donde el número de partículas no necesariamente permanezca constante y por tanto requiere un tratamiento como el de la segunda cuantización.

### Operadores de creación y destrucción
Si {\displaystyle |\psi \rangle } es la función de onda para una partícula, con la segunda cuantización se definen una colección de operadores no-hermíticos, llamados operadores de creación a(ψ) y a+(ψ) que actúan sobre un estado del espacio-tiempo, como por ejemplo el que representa el vacío {\displaystyle |0\rangle }. La actuación del operador sobre dicho estado representa el estado del espacio-tiempo una vez «se ha creado» una partícula con esa función de onda {\displaystyle |\psi \rangle } habiendo dejado de ser el estado vacío:

{\displaystyle {\hat {\mathbf {a} }}_{\psi }^{\dagger }|0\rangle =|\psi \rangle =|1\rangle _{\psi }}

De estas forma se interpreta que  es operador «crea» una partícula en el estado mencionado. Su operador adjunto {\displaystyle \mathbf {a} _{\psi }} «destruiría» dicha partícula (o equivalentemente crearía una antipartícula). Sí {\displaystyle |1\rangle } denota un estado con una partícula del tipo correcto entonces:

{\displaystyle {\hat {\mathbf {a} }}_{\psi }|1\rangle _{\psi }=|0\rangle }

### Operador hamiltoniano, campo y número de partículas
El resto de magnitudes físicas importantes para una teoría cuántica de campos, como sería el análogo de la magnitud del campo, la energía total del sistema o hamiltoniano o el número de partículas se expresan en términos de los operadores de creación y destrucción. El valor del campo es:

{\displaystyle {\hat {\boldsymbol {\phi }}}=\int _{-\infty }^{+\infty }\left(e^{i\mathbf {k} \cdot \mathbf {r} }{\hat {\mathbf {a} }}_{\mathbf {k} }+e^{-i\mathbf {k} \cdot \mathbf {r} }{\hat {\mathbf {a} }}_{\mathbf {k} }^{\dagger }\right){\frac {d^{3}\mathbf {k} }{(2\pi )^{3}2\omega _{k}}}}

Mientras que el número de partículas y el hamiltoniano vienen dados por:

{\displaystyle {\hat {N}}=\int _{-\infty }^{+\infty }:{\hat {\mathbf {a} }}_{\mathbf {k} }^{\dagger }{\hat {\mathbf {a} }}_{\mathbf {k} }+{\hat {\mathbf {a} }}_{\mathbf {k} }{\hat {\mathbf {a} }}_{\mathbf {k} }^{\dagger }:{\frac {d^{3}\mathbf {k} }{(2\pi )^{3}2\omega _{k}}},\qquad {\hat {H}}=\int _{-\infty }^{+\infty }\omega _{k}:{\hat {\mathbf {a} }}_{\mathbf {k} }^{\dagger }{\hat {\mathbf {a} }}_{\mathbf {k} }+{\hat {\mathbf {a} }}_{\mathbf {k} }{\hat {\mathbf {a} }}_{\mathbf {k} }^{\dagger }:{\frac {d^{3}\mathbf {k} }{(2\pi )^{3}2\omega _{k}}}}

Donde la frecuencia angular viene dada por:

{\displaystyle \omega _{k}={\sqrt {mc^{2}+\mathbf {k} \cdot \mathbf {k} }}}

Como en general un campo cuántico en interacción con partículas materiales tiene un hamiltoniano más complejo, que incluye operadores de creación y destrucción de los diversos tipos de particular, dichos sistemas en su evolución no tienen un número de partículas constantes. Lo cual implica que el planteamiento de la primera cuantización no es adecuado para esos sistemas. Eso implica entre otras cosas un espacio de Hilbert adecuado para dichos sistemas sea un espacio de Fock cuyo formalismo permita tratar sistemas con un número de partículas variable.

## Espacios de Fock
El formalismo de la segunda cuantización permite interpretar los campos cuánticos en términos de partículas. Cada estado cuántico puede interpretarse como un vector en el espacio de Fock. Uno de dichos estados es normalmente una superposición de estados con un número entero de cuantos asociados al campo con energía bien definida.